# Kooperatives Spiel
Als Kooperatives Spiel oder Kooperationsspiel wird eine Spielart bezeichnet, bei der die Mitspieler nicht gegeneinander spielen, um einen einzigen Sieger zu ermitteln, sondern miteinander ein gemeinsames Ziel verfolgen. Ziel ist das gemeinsame Gewinnen. Kooperative Spiele stehen in Verbindung mit der New-Games-Bewegung der 1960er und 1970er Jahre. Von Sozialspielen unter den Kinderspielen wie Häschen in der Grube oder Funktionsspielen und Konstruktionsspielen unterscheiden sie sich dadurch, dass das Spiel durch einen gemeinsamen Gegner oder aufgrund einer Spielregel (z. B. Zeitfaktor) verlierbar ist.
Vielfach verfolgt diese Spielart pädagogische Ziele, wie Integration stigmatisierter oder schwächerer Teilnehmer, Vertrauensbildung, Kooperationsbereitschaft und Hilfsbereitschaft und damit den Erwerb sozialer Kompetenz.

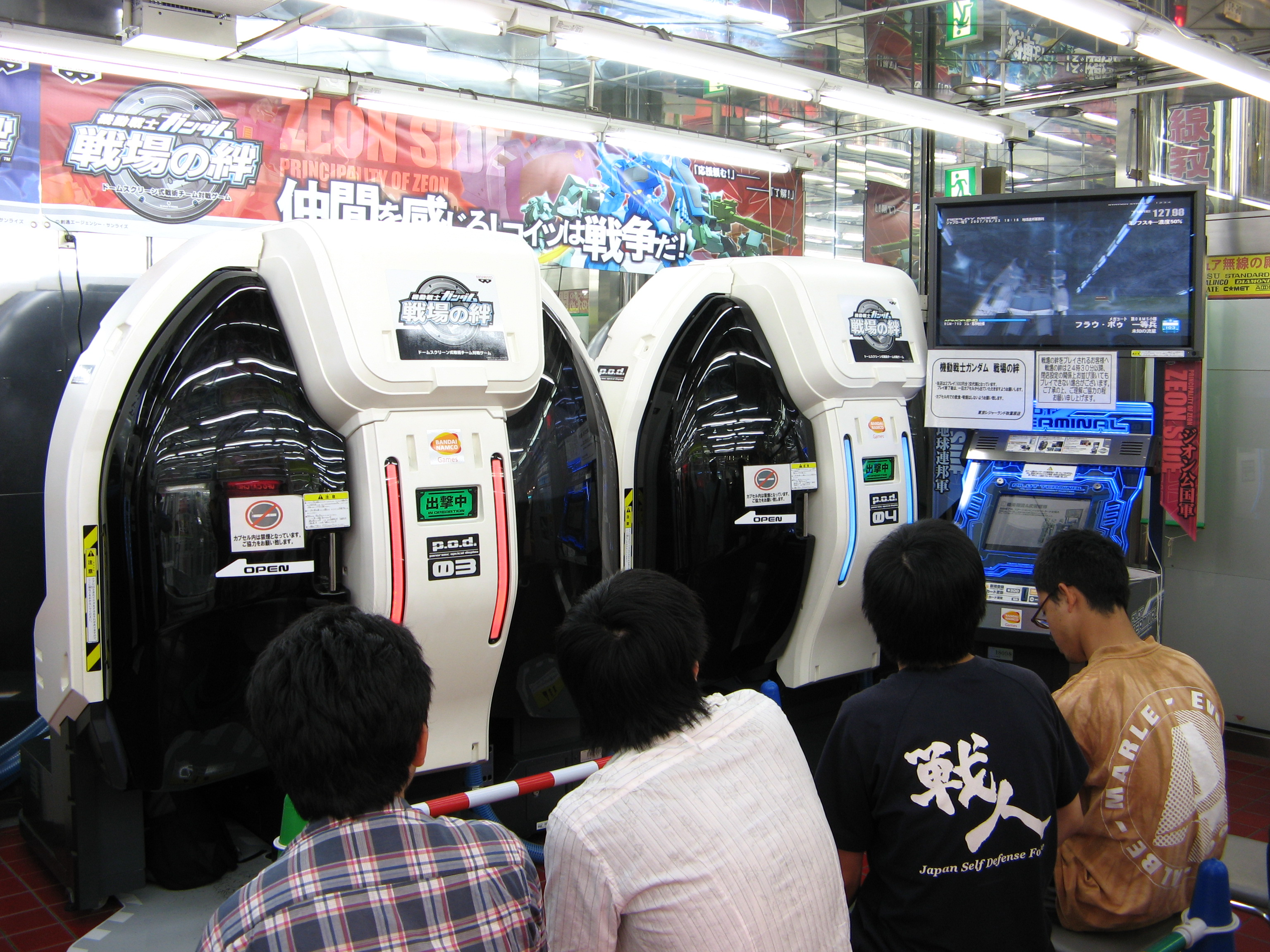
Spieler warten vor einem kooperativen Videospiel in Akihabara

## Formen

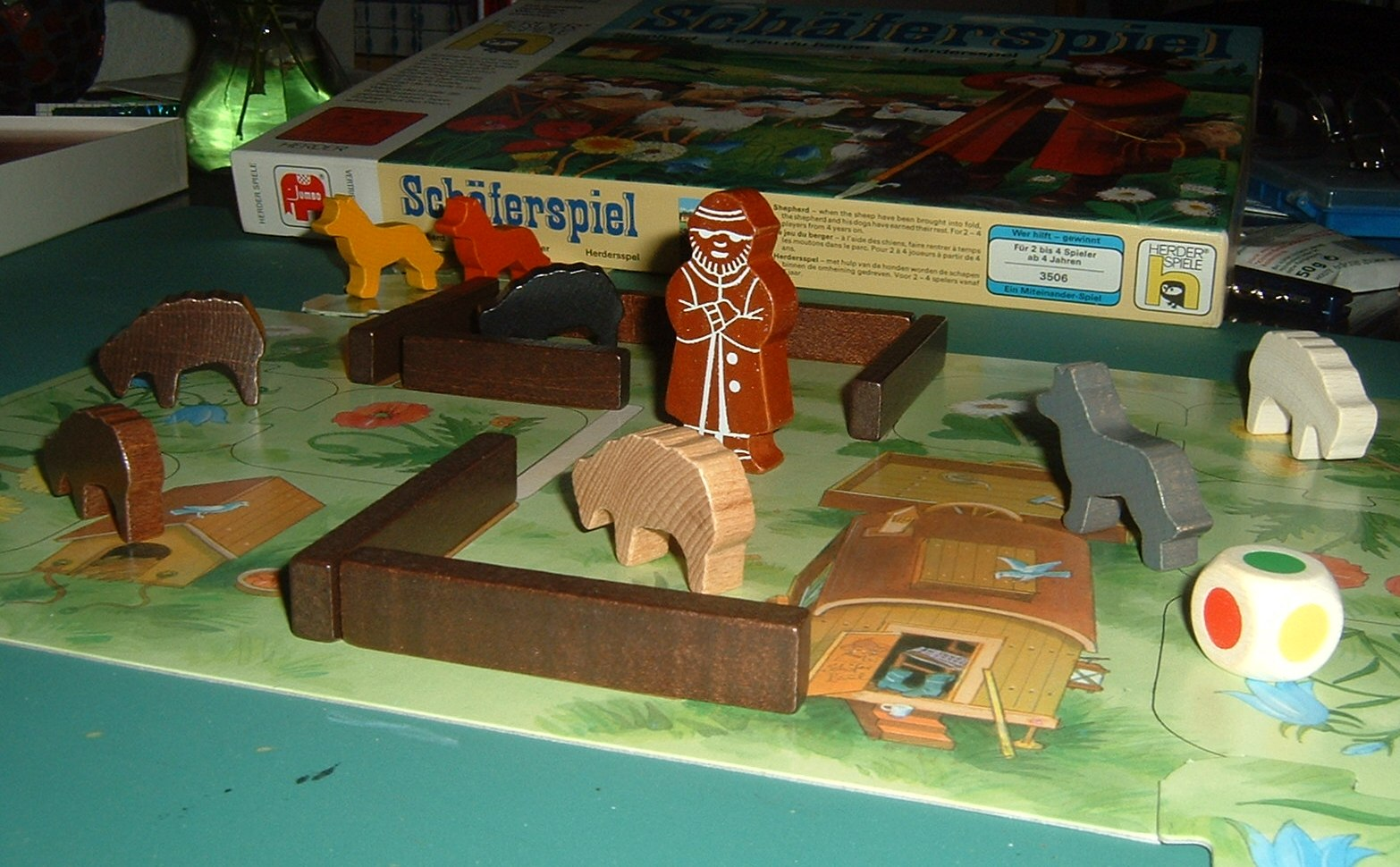
Das Schäferspiel ist ein kooperatives Brettspiel für Kinder (Herder-Verlag)

Bei den kooperativen Spielen lassen sich nach Spielweise oder Zielsetzung verschiedene Formen unterscheiden, etwa:
- Kooperative Bewegungsspiele
- Kooperative Brettspiele, darunter die Planspiele
- Kooperative Videospiele
- Kooperative Friedensspiele
- Spiele mit zeitweiliger Kooperation

### Kooperative Bewegungsspiele
Kooperative Spiele im Bewegungs- und Sportbereich verwerfen das Konkurrenzprinzip und sind im Gegensatz zu Nullsummenspielen, bei denen der Gewinn der einen Partei den Verlust der anderen bedeutet, sogenannte Nicht-Nullsummen-Spiele. Mannschaften wie Einzelspieler spielen nicht gegeneinander, sondern miteinander: Die Aufgaben des Spiels müssen im Zusammenwirken gelöst werden. Das Gemeinschaftsgefühl, das Kooperation und Vertrauen voraussetzt, bestimmt das Spielgeschehen. Freude, Zufriedenheit, Aufregung und Gemeinsamkeit, die dabei erlebt werden, gelten als Werte an sich. Es geht zwar auch um ein „spielerisches Kräftemessen“, jedoch nicht um Konkurrenz, Sieg, Leistung und Vergleich. Es gibt keine wirklichen Verlierer.  Es kann beispielsweise das Ziel der Spielgruppe sein, gemeinsam von einer Insel zu fliehen, wozu Hindernisse und Widrigkeiten überwunden werden müssen. Dies kann allerdings nur durch Zusammenarbeit (Hilfestellungen, verteilte Aufgaben etc.) zum Ziel führen, zumal, wenn noch der Faktor Zeit eine Rolle spielt.
Im Amateur- und Profibereich von Mannschaftssportarten werden kooperative Spiele zur Förderung der Teambildung genutzt.

### Kooperative Brettspiele
Ende der 1970er und Anfang der 1980er Jahre kamen kooperative Spiele im Zuge pädagogischer Diskussionen auch im Bereich der Brettspiele zum Tragen, die bis dahin immer vom Wettbewerb untereinander geprägt waren. Das erste kooperative Brettspiel für Kinder war der Wundergarten (1977) von Hildegard und Eberhard Klippstein, herausgegeben im Herder Verlag. Es folgte das Drachenspiel (1978) von Hildegard und Eberhard Klippstein. Der Herder Verlag brachte des Weiteren eine Reihe kooperativer Spiele für Kindergarten- und Grundschulkinder heraus, die zum Teil auch durch Preise ausgezeichnet wurden. So erschienen das Bärenspiel von Hajo Bücken (der kleine Bär muss aus dem Wald gegen vielerlei Gefahren herausgeführt werden), das Spiel Feuerwehr und das Spiel Tabaijana von Wolfgang Kramer jeweils auf der Auswahlliste für das Spiel des Jahres; Sauerbaum erhielt zusätzlich den Sonderpreis „Kooperatives Familienspiel“ 1988 und Corsaro von Wolfgang Kramer den Sonderpreis „Kinderspiel“ 1991 von der Spiel-des-Jahres-Jury. In diesen Spielen ist stets ein gemeinsames Spielziel vorhanden, das nur zusammen erreicht werden kann. Als Gegner fungieren meist Zeitvorgaben (alle Tiere müssen eingefangen werden, bevor der Zoo schließt) oder andere Ereignisse (das Ziel muss erreicht sein, bevor der Drache erwacht etc.), die durch Würfelwürfe bestimmt werden. Dass diese Entwicklungslinie keineswegs tot ist, beweist die Entscheidung der Jury, den renommierten Preis „Kinderspiel des Jahres“ 2008 an das kooperative Detektiv-Brettspiel Wer war’s? von Reiner Knizia zu verleihen.

#### Planspiele
Planspiele sind Spiele, die ursprünglich einen militärischen Hintergrund hatten. Heute werden sie als Modellspiele verwendet, um gesellschaftliche, ökologische oder ökonomische Gegebenheiten zu simulieren. Das Ziel dieser Spiele ist es, dass die Teilnehmer ein Verständnis der kybernetischen Vorgänge des ganzen Systems begreifen lernen und dadurch in der realen Welt die richtigen Entscheidungen treffen können.
Auf dem Spielprinzip von Planspielen aufgebaut sind z. B. kooperative Brettspiele wie Schatten über Camelot (2005), Der Herr der Ringe (2000) und Battlestar Galactica (2008). Auch hier ist ein gemeinsamer Gegner, der durch Zufall bewegt und gesteuert wird, zu besiegen. Bei der Mehrspieler-Variante des Spiels Ökolopoly müssen die Spieler gemeinsam die Rolle der Regierung eines Landes übernehmen und das Gesamtsystem kontrollieren. Bei Pandemie geht es darum, eine sich weltweit ausbreitende Seuche gemeinsam zu bekämpfen. Eine zusätzliche zeitkritische Komponente und die Verwendung einer Audio-CD zur Auslösung der gegnerischen Aktionen bringt Space Alert mit sich.

### Kooperative Videospiele
Auch Computerspiele bieten kooperatives Spiel. Dabei gibt es sowohl solche Titel, die in erster Linie für das gemeinsame Spiel gegen den Computer konzipiert wurden, wie Gauntlet (1985), Left 4 Dead (2008) oder The Forest (2018), als auch Spiele mit separatem Koop-Modus, in dem die Spieler klassische Einzelspielerlevel oder zusätzliche separate Inhalte kooperativ spielen. Auch in klassischerweise kompetitiv gespielten Mehrspielerspielen, wie in Echtzeit-Strategiespielen oder Taktik-Shootern, können die Rollen der Gegenspieler vom Computer übernommen werden, sodass ein kooperatives Spiel entsteht. Die Spiele werden am selben Gerät oder über eine Netzwerkverbindung gespielt. Das gemeinsame strategische Vorgehen mehrerer Teilnehmer steht dabei in der Regel im Vordergrund.

### Friedensspiele
Unter Friedensspielen versteht die Spielpädagogik Spiele jeglicher Art, die ohne Sieger und Verlierer, ohne Kampf und Ausgrenzung, auskommen, die Konkurrenz vermeiden und stattdessen die Kommunikation und das Zusammenwirken der Mitspieler in den Mittelpunkt des Spielgeschehens stellen. Die teilweise sehr alten Spielformen entwickelten sich unter dem Gedankengut der Friedensbewegung der 1960er und 1970er Jahre zu einer eigenen Spielgattung, die mit der aus den USA nach Europa importierten New-Games-Bewegung eine Veränderung der vorherrschenden Spielkultur anstrebte. Sie stellte sich vor allem gegen das verbreitete Kriegsspielen und das leistungs-, kampf- und konkurrenzorientierte Sportspiel.

### Spiele mit zeitweiliger Kooperation
Diese Spiele sind in den spieltheoretischen Bereich der Kooperation einzuordnen. Dabei schließen sich Mitspieler für eine gewisse Zeit zu Koalitionen zusammen, um Vorteile gegenüber anderen Spielern zu erzielen. In sogenannten Team Games sieht man spieltheoretisch drei Möglichkeiten:
- die nonkooperative Variante: Hier sind Absprachen nicht möglich; jeder spielt für sich.
- die semikooperative Variante: Hier werden von allen Mitgliedern einer Koalition strategische Absprachen gegenüber der Gegnerkoalition gefällt.
- die vollkooperative Variante: Alle Teilnehmer des Spiels entwickeln gemeinsame Absprachen und Strategien.

Im Brettspielbereich zählen dazu Scotland Yard (einer gegen alle), Diplomacy sowie einige Verräterspiele wie Saboteur.